# Spichlerz Ciesiarnia
Spichlerz Ciesiarnia (Steffen, Cieślarnia) – spichlerz na Wyspie Spichrzów w Gdańsku. Mieści się przy ulicy Chmielnej.

## Historia
Został zbudowany w 1813 roku. Od 1972 roku widnieje w rejestrze zabytków. Współcześnie w budynku funkcjonuje klub żeglarski (Klub Morza Zejman). Od 1995 roku w spichrzu gromadzone są eksponaty związane z żeglugą i historią Gdańska.